# 人文科學
人文科學（英語：Human science），對於由人類產生的各種現象，進行的各種科學研究與科學解釋。在這個領域中研究的主題，包括各種與人類相關的經驗，活動，社會建構等。其目的在於闡明與擴展對於人類存在的各項知識，人類與社會，人類與其他物種之間的互動關係，以及人類思想的探討。這個領域中研究人類經驗的天性以及歷史性，來了解人類在進化過程中產生的各種人類現象。